# Вэркы-Контылькы
Вэркы-Контылькы (устар. Мэрхы-Хондыя) — река в России, протекает по территории Красноселькупского района Ямало-Ненецкого автономного округа. Устье реки находится в 1050 км по левому берегу реки Таз. Длина реки составляет 53 км.
Основной приток — река Локальмачилькы. В бассейне реки лежат озёра Тункалькикэто, Сэккыльто, Кыттоккыльто. На всём протяжении река течёт через тайгу, низовья заболочены. В междуречье Вэркы-Контылькы и Локальмачилькы расположено крупное болото Кыттоккыльняры.

## Данные водного реестра
По данным государственного водного реестра России относится к Нижнеобскому бассейновому округу, водохозяйственный участок реки — Таз. Речной бассейн реки — Таз.
Код объекта в государственном водном реестре — 15050000112115300063884.